# GQ
GQ (trước là Gentlemen's Quarterly, tạm dịch: Quý ông hàng quý) là tạp chí hàng tháng cho nam giới có trụ sở tại New York, thành lập năm 1931. Ấn bản tập trung vào thời trang, phong cách sống nam giới, các chuyên mục khác như công nghệ, du lịch, giải trí, ẩm thực cũng được đề cập đến.

## Tranh cãi

### Bộ ảnh củaGlee
Năm 2010, GQ mời các diễn viên của phim học đường Glee (Dianna Agron, Lea Michele và Cory Monteith) tham gia chụp hình cho tạp chí. Bộ ảnh mà họ chụp cho GQ với biểu cảm gợi dục đã gây tranh cãi với những phụ huynh có con em xem phim này.